# Kwon Eun-bin
Kwon Eun-bin, nota anche con lo pseudonimo di Eunbin (권은빈?, 權恩彬?, Gwon EunbinLR, Kwŏn ŬnbinMR; Seul, 6 gennaio 2000), è una cantante, attrice e ballerina sudcoreana.
Precedentemente, ha debuttato come membro delle CLC nel 2016 con l'EP Refresh, dopo aver partecipato alla prima stagione di Produce 101 ed essere stata eliminata nella semifinale. 
Ha fatto il suo debutto da attrice nel 2016 nella serie sudcoreana Bad Papa. Appare anche nelle serie TV di KBS2 Dear.M e At A Distance, Spring Is Green nel 2021.

## Biografia
Kwon Eun-bin è nata il 6 gennaio 2000 a Seul, in Corea del Sud. Suo padre è un fotogiornalista. Ha studiato alla Wonmyong Elementary School, Yangji Elementary School e Hanlim Multi Art School.

## Carriera

### 2016-2017:Produce 101e debutto nelle CLC
Il 22 gennaio 2016 Eunbin è stata introdotta al pubblico come una partecipante dello show di competizione musicale di Mnet Produce 101, il cui fine del programma era creare un nuovo gruppo femminile. Nello show, Kwon ha rappresentato la sua agenzia, Cube Entertainment, insieme alla compagna Jeon So-yeon, poi un membro delle (G)I-dle, e Lee Yoon-seo, una tirocinante dell'agenzia. Eunbin è stata successivamente eliminata dallo show nel decimo episodio, e non ha dunque debuttato nel gruppo, le I.O.I.
Secondo Cube Entertainment, Eunbin è originariamente parte delle CLC sin dal loro debutto nel 2015, ma era ancora una tirocinante a causa della posticipazione dell'album Refresh. In seguito a causa delle restrizioni contrattuali di Produce 101, non era autorizzata a promuovere ed esibirsi con "High Heels", brano estratto dall'album precedentemente citato. La compagnia aveva pianificato di far partecipare Eunbin alle promozioni del gruppo se sarebbe stata eliminata, o di posticipare le sue attività con le CLC se si sarebbe classificata tra le prime 11 postazioni, aggiudicandosi quindi il debutto nel gruppo di Produce 101, I.O.I. Il 12 maggio le CLC hanno aperto il loro canale V Live, seguito da una live broadcast con il gruppo al completo, includendo anche Eunbin. Ha cominciato a pieno le attività promozionali come un membro del gruppo con la pubblicazione dell'EP Nu.Clear nel 2016. Un mese più tardi, le sue attività con il gruppo sono state temporaneamente sospese per via di problemi di salute. Nel giro di pochi giorni, ha ripreso le attività con il gruppo dopo il riposo.

### 2018–presente: Carriera d'attrice
Sin dal suo debutto nelle CLC, Eunbin ha partecipato in sei degli EP coreani del gruppo, ambo i loro EP giapponesi e tre dei loro singoli. Ha anche contribuito nella scrittura del rap nella canzone "Like That", dal settimo EP del gruppo Black Dress, pubblicato nel febbraio 2018.
Il 21 marzo 2018, Eunbin ha fatto il suo debutto sulla passerella come modella per Jarrett, alla F/W Hera Seoul Fashion Week 2018.
Il 26 giugno 2018 è stato annunciato che Eunbin avrebbe esordito come attrice nella serie Bad Papa, nelle vesti di Kim Sang-ah. La serie è andata in onda nel settembre dello stesso anno. Sempre nel 2018 è stata presa nella serie web di YouTube Premium Top Management, nel personaggio omonimo Eunbin, che nella serie è una componente del girl group Apple Mint.
L'8 luglio 2019 è stato rivelato che Eunbin avrebbe partecipato nel drama sudcoreano Beautiful Love, Wonderful Life come Kim Yeon-ah. Tuttavia, Eunbin ha lasciato il ruolo a causa di conflitti nei calendari.
Il 21 gennaio 2020 TV Chosun ha annunciato che Eunbin avrebbe preso parte nel cast della sitcom Somehow Family. La sitcom è andata in onda a marzo dello stesso anno. La produzione del drama è stata poi sospesa provvisoriamente dopo la messa in onda dei primi due episodi. Nel marzo 2021, Somehow Family è stato confermato andare nuovamente in onda dal 21 marzo, in cui Eunbin ha dunque ripreso parte, nel ruolo di Seong Ha-neul.
Nell'ottobre 2020 si è aggiunta nel cast di Dear.M, uno spin-off della popolare serie web Love Playlist. Il suo ruolo è stato quello di Min Yang-hee, una studentessa di primo anno nella facoltà di Scienze Informatiche alla Seoyeon University. La serie doveva inizialmente essere trasmessa su KBS2 il 26 febbraio 2021, ma la sua messa in onda è stata posticipata in modo indefinito.
Nel febbraio 2021 è stata rivelata essere parte del cast della nuova serie di KBS, adattata all'eponimo webtoon, At A Distance, Spring Is Green, nel ruolo di Wang Young-ran, una studentessa del quarto anno alla Myeongil University.
A febbraio 2022 Eunbin è stata confermata tra i ruoli principali del thriller di TVING Duty After School, basato sull'omonimo webtoon. Fonti dicono che uscirà nella metà del 2022.

## Discografia

### Solista
EP
- 2021 - Open
- 2022 - Color
- 2022 - Lethality

Singoli
- 2021 - Door
- 2022 - Mirror
- 2022 - Glitch
- 2022 - Underwater

## Filmografia

### Televisione
- Produce 101 – talent show (2016)
- Bad Papa – serie TV (2018)
- Top Management – serie TV (2018)
- Do Do Sol Sol La La Sol  (도도솔솔라라솔) – serie TV (2020)
- Eojjeoda gajok – serie TV (2020-2021)
- O-wor-ui cheongchun – serie TV, episodio 1 (2021)
- At a Distance, Spring Is Green – serie TV (2021)
- Dear. M – serie TV (2021)
- Duty After School – serie TV (2022)
- Zombiverso (Zombiverse) – serie TV (2023)
- Hierarchy – serie TV (2024)

### Radio
- NCT's Night Night (2017)
- Idol Radio (2020)

## Riconoscimenti
- K-Model Awards con AMF GLOBAL
  - 2021 –Acting Category[28]